# Geneviève Thiroux d’Arconville

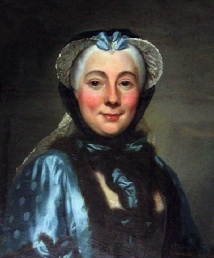
Geneviève Thiroux d’Arconville (Porträt von Alexander Roslin, 1750)

Marie-Geneviève-Charlotte Thiroux d’Arconville, geborene d’Arlus, genannt Geneviève Thiroux d’Arconville (* 17. Oktober 1720 in Paris; † 23. Dezember 1805 ebenda) war eine französische Schriftstellerin, Übersetzerin und Naturforscherin. Als Forscherin auf dem Gebiet der Chemie wurde sie für ihre Studien über Fäulnisprozesse bekannt. Ihre Arbeiten stellten Grundlagenforschung zu Zersetzungsprozessen dar. Die Ergebnisse stellte sie 1766 in dem Essai pour servir à l’histoire de la putréfaction („Aufsatz über die Geschichte der Fäulnis“) vor. Sie veröffentlichte zudem, durchweg anonym, zahlreiche philosophische, literarische und historische Schriften sowie Übersetzungen. Weitere Manuskripte, die sie in zwölf Bänden hatte zusammenstellen lassen, galten lange Zeit als verloren und wurden erst 2007 wiederentdeckt. Seitdem ist eine umfangreiche Literatur über die Autorin entstanden.

## Leben

### Frühe Jahre
Marie-Geneviève-Charlotte d’Arlus wurde am 17. Oktober 1720 als Tochter von Françoise Gaudicher und André Guillaume d’Arlus (auch Darlus) geboren. Sie hatte eine Schwester, Marie Angélique, die später Denis-François Angran d’Alleray, den letzten Seigneur von Vaugirard heiratete. Ihr Vater war ein wohlhabender Steuerpächter (Fermier général). Die Mutter starb, als Geneviève d’Arlus viereinhalb Jahre alt war; erzogen wurde sie danach von einer Gouvernante, von der sie in ihrer unveröffentlichten Autobiografie sagte: „une gouvernante incapable de m’élever“ (dt.: „eine Gouvernante, die unfähig war, mich aufzuziehen“). Wie ihr Neffe Pierre Bodard de la Jacopière schrieb, beschränkte sich ihre Erziehung zunächst auf die häuslichen Pflichten der Frau, nach eigenen Angaben lernte sie erst mit acht Jahren lesen. Mit vierzehn Jahren wurde sie bereits mit Louis-Lazare Thiroux d’Arconville verheiratet, einem wohlhabenden Juristen, Rat am Parlement de Paris und späterem Vorsitzenden einer Berufungskammer (Chambre des Enquêtes). Die drei Söhne des Paares wurden 1736, 1738 und 1739 geboren. Der älteste Sohn Louis Thiroux de Crosne wurde Richter und Intendant der Normandie und Lothringens, später Polizeipräsident von Paris (Lieutenant Général de police); 1794 starb er unter der Guillotine. Die beiden anderen Söhne, Louis Lazare Thiroux de Gervillier und Charles Thiroux de Mondésir, schlugen eine militärische Laufbahn ein.
Gemäß ihrem ersten Biografen Hippolyte de La Porte soll sie zunächst sehr lebenslustig gewesen sein und ein aktives gesellschaftliches Leben geführt haben. Er erzählt die Anekdote, dass sie nicht weniger als elfmal hintereinander Aufführungen der Mérope von Voltaire besucht habe, weil sie das „Spektakel“ so geliebt habe. Dies habe sich aber geändert, nachdem sie im 22. oder 23. Lebensjahr schwer an Pocken erkrankt sei und ihr entstellende Narben geblieben seien. Sie habe sich nunmehr wie eine viel ältere Frau gekleidet und öffentliche Auftritte vermieden. Stattdessen habe sie sich weitgehend intellektuellen Studien und Vergnügungen zugewandt. Élisabeth Bardez, eine heutige Biografin, meldet jedoch an dieser Beschreibung gewisse Zweifel an und verweist auf Passagen bei De La Porte, die einen anderen Eindruck erwecken, so etwa: „Die Freuden der Jugend lagen ihr sehr am Herzen, und man ist ganz überrascht zu erfahren, dass eine Frau, die sich der Wissenschaft widmete, so gern kleine fröhliche Bälle veranstaltete – ganz in der Nähe ihres Schlafzimmers, wo auf ihrem Bett ein Skelett zum Zweck des Studiums und der Demonstration der Anatomie lag.“

### Ausbildung und wissenschaftliche Tätigkeit
Jedenfalls begann d’Arconville sich autodidaktisch akademisch fortzubilden. Dazu gehörte das Studium von Englisch, Latein, Italienisch und Deutsch. Sie erreichte einen Wissensstand, der trotz der schlechten Ausbildung in ihrer Kindheit weit über dem Wissensstand von Frauen ihres Jahrhunderts lag. Sie etablierte regelmäßige Kontakte mit zahlreichen führenden Literaten, Wissenschaftlern und Historikern, darunter Voltaire, Diderot, Condorcet, Turgot, Malesherbes, Lavoisier, Jean-Baptiste Louis Gresset, Jean-Baptiste de La Curne de Sainte-Palaye, François Poulletier de la Salle, Pierre-Joseph Macquer und Antoine François de Fourcroy. Bodard schrieb bewundernd, dass sie trotz ihrer so eingeschränkten Erziehung all ihre geistigen Kräfte auf die Wissenschaft konzentrierte und, da sie das alles aus eigenem Entschluss und aus eigenen Mitteln tun musste, mit Recht sagen konnte, „dass sie selbst ihr eigenes Werk war“. De La Porte rühmte ihren Geist und Charakter in Gesprächen und merkte an, dass sie wie alle Personen, die diese Qualitäten in großem Umfang besitzen, dazu neigte, eine gewisse Dominanz auszuüben – freilich nie im Übermaß und gemildert durch ihre Güte und Großzügigkeit.
Ab Anfang der 1740er Jahre besuchte sie im Jardin des Plantes Kurse über Physik, Anatomie, Botanik, Naturgeschichte und Chemie, die, von der Monarchie finanziert, kostenlos angeboten und meist auf Französisch, nicht auf Latein gehalten wurden. Es gab für die Kurse keine Prüfungen und Diplome. Da es keine formale Bildung für Frauen gab, boten ihr diese Kurse die Möglichkeit, die Naturwissenschaften bei prominenten Wissenschaftlern zu studieren. Insbesondere studierte sie Chemie bei Guillaume-François Rouelle, der bei seinen Schülern wegen seiner unterhaltsamen Vorlesungen beliebt war. Andere Frauen, die die Bildungsangebote im Jardin des Plantes nutzten, waren Madame Roland und Félicité de Genlis.

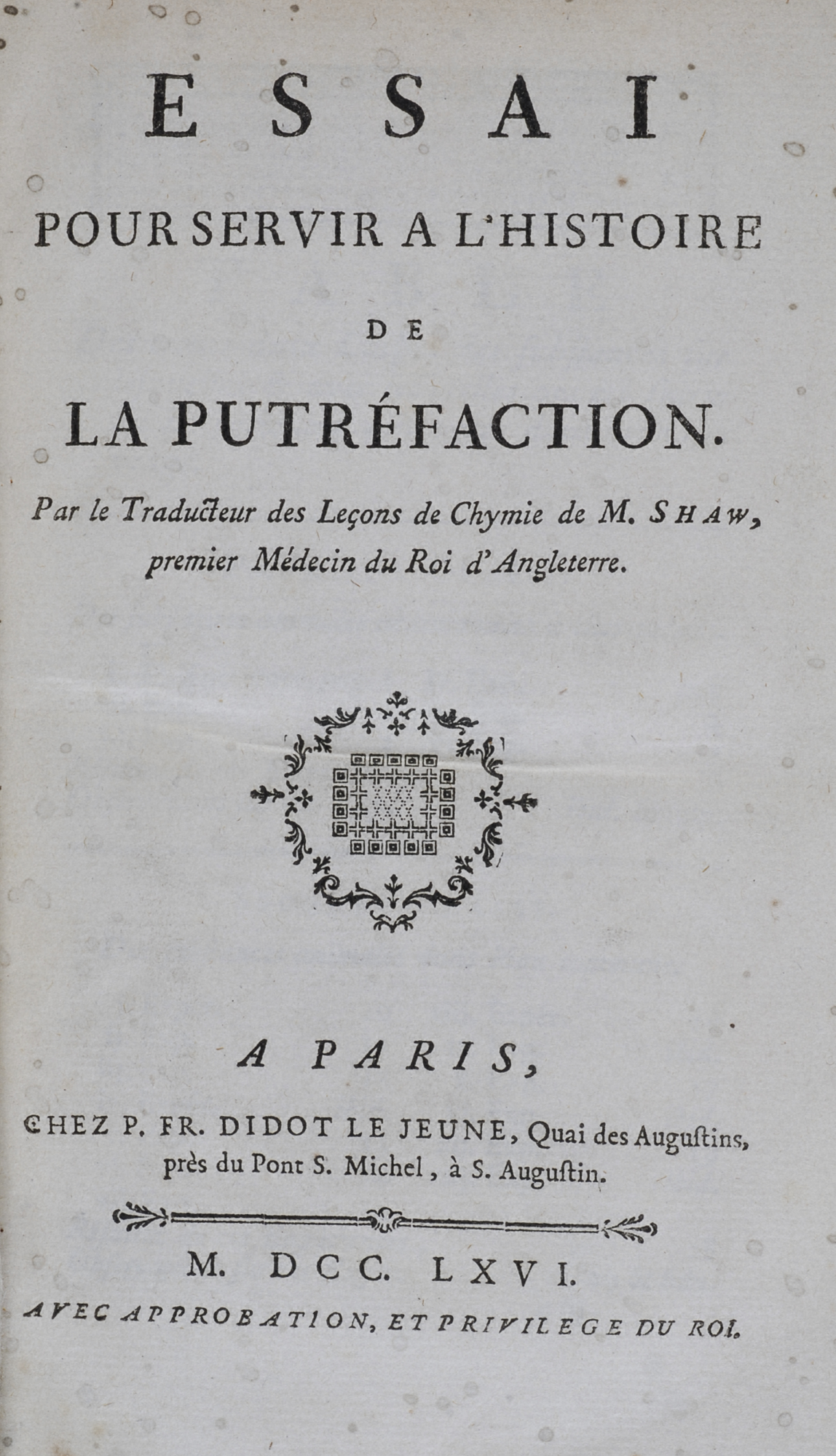
Essai pour servir à l’histoire de la putréfaction, 1766

Neben dem Erwerb von Wissen konnte Geneviève Thiroux d’Arconville im Jardin des Plantes Kontakte und Freundschaften mit anderen Wissenschaftlern, Schriftstellern und Philosophen knüpfen, die sich auf ihre wissenschaftlichen Schriften auswirkten. Sie hatte rege soziale und wissenschaftliche Kontakte mit Lavoisier und Fourcroy sowie mit dem Arzt Pierre-Joseph Macquer, bei dem sie studierte und mit dem sie korrespondierte. Mit dem Entdecker des Cholesterins, François Poulletier de la Salle, korrespondierte sie über Aspekte der Fäulnis. Durch diese Bekanntschaften schuf sie sich ein „privates Forschungsteam“, das sie bei der Übersetzung und Korrektur von Shaws und Monros Werken und der Abfassung ihres eigenen Essai pour servir à l’histoire de la putréfaction unterstützte.
Nach eigener Aussage führte ihr Interesse an Chemie sie zu den verwandten Gebieten der Landwirtschaft und besonders der Botanik. Mit dem Botaniker des Jardin des Plantes, Bernard de Jussieu, studierte sie Pflanzen und organische Chemie. Seine Methode zur Klassifizierung von Pflanzen war für ihre Studien sehr hilfreich. Durch Jussieus Großzügigkeit konnte sie ihr Arboretum in ihrem Landhaus in Crosne, einem Vorort von Paris, mit exotischen Pflanzen bereichern, deren Verwesung sie beobachtete. In ihrem Arboretum stellte sie fest, dass in Pflanzenwurzeln bestimmte Substanzen vorhanden waren, die die Fäulnis behinderten. Bei ihren Experimenten fand sie jedoch, dass diese Wirkungen im Vergleich zu Metallsalzen und Harzen eher schwach waren. Eine Ausnahme stellte, wie sie schrieb, die Myrte dar, deren Pflanzensaft im Experiment die Zersetzung von Fleisch mehr als sechs Monate lang verhinderte. Ihre Untersuchungen über die Pflanzenzersetzung veranlassten sie zu allgemeineren Studien in Chemie.
Ihre medizinischen Studien betrieb sie unter anderem gemeinsam mit Jean-Baptiste Sénac, dem Leibarzt von König Ludwig XV., und ihrem Lehrer Pierre-Joseph Macquer. Macquer, der das Dictionnaire de Chimie geschrieben hatte, förderte ihre wissenschaftliche Arbeit und stellte sie der wissenschaftlichen Gemeinschaft von Paris vor, darunter wichtigen Wissenschaftlern des 18. Jahrhunderts. Macquer, den sie als Mentor und Ausbilder ansah, widmete sie ihr Essai pour servir à l’histoire de la putréfaction.
Für ihre Forschungen richtete Thiroux d’Arconville in Paris und Meudon Laboratorien ein, in denen sie Experimente durchführte, um die Fäulnis zu studieren. Innerhalb von zehn Jahren, zwischen 1754 und 1764, führte sie eine Serie von etwa dreihundert Experimenten zur menschlichen Galle und zur Konservierung von Fleisch durch, bei denen sie 32 Klassen von Konservierungsmitteln, einschließlich Mineralsäuren und Basen, erprobte. Jeden Zustand des Zerfalls ihrer Proben erfasste sie sorgfältig unter Berücksichtigung von Zeit, Temperatur und Wetter. Bei der Veröffentlichung ihrer Ergebnisse fügte sie zehn großformatige Tabellen bei, die in absteigender Folge die Wirksamkeit der unterschiedlichen Konservierungsmittel aufzeigten. Dabei führte sie im Gegensatz zu Herman Boerhaave und John Pringle auch aus, dass Fäulnisprozesse sowohl im Tier- als auch im Pflanzenleben eine Rolle spielen. Bei der Veröffentlichung ihres Buches ergänzte sie noch die jüngste französische Übersetzung der Arbeiten von David Macbride, der ebenfalls zu dieser Thematik forschte.
Zweck ihrer Forschung war es, eine Theorie über die Umwandlung von Materie in der Natur zu formulieren, um dann Wege zu finden, die helfen sollten, die Zersetzungsprozesse zu verlangsamen. Dazu wollte sie erforschen, ob unterschiedliche chemische Substanzen die Fäulnisprozesse verhindern können oder nicht. Diese Erkenntnisse, so hoffte sie, sollten der Medizin und der Chirurgie bei der Heilung von Wunden und Krankheiten helfen. Wundbrand, Skorbut und Pocken richteten zu der Zeit enormen Schaden an, vor allem in Militärlagern. Da Ärzte zu der Zeit die Ursprünge von Infektionen nicht kannten, suchten sie Substanzen, um diese zu heilen. Die Forschungen von Thiroux d’Arconville stellten Grundlagenforschungen auf diesem Gebiet dar, jedoch fehlten ihr noch die Bezüge zur medizinischen Mikrobiologie, die diese Prozesse auslösen und die später durch Louis Pasteur erforscht wurden.

## Übersetzungen

### Peter Shaw
Macquer riet Thiroux d’Arconville, sich auf die Verbindungen zwischen Chemie und Medizin zu konzentrieren. Deshalb begann sie zu Wundinfektionen und Wundbrand zu forschen, bei denen der Gewebeverfall mit Zersetzung oder Fäulnis verbunden war. Es fehlte jedoch Wissen über die Entstehung von Infektionen bei Kriegswunden. Forscher versuchten, Substanzen zu identifizieren, die als Gegenmittel wirken könnten. Macquer bat sie, das Werk des Mediziners und Chemikers Peter Shaw zu übersetzen, das ab 1759 unter dem Titel Leçons de chymie veröffentlicht wurde. Dem Werk stellte sie ihr Vorwort Discours Préliminaire voraus, das selbst einen bemerkenswerten Beitrag zur angewandten Chemie darstellt. In diesem Vorwort erläutert Thiroux d’Arconville, dass der Band eine Geschichte der Chemie enthalte, und erklärte deren Arten und Ziele. Sie kommentierte die Beziehung der Chemie zu Medizin und Pharmazie, wobei sie betonte, dass Ärzte auch über Kenntnisse der Pharmazie verfügen müssen, um Medizin erfolgreich praktizieren zu können. Sie bezog sich auf eigene Experimente, die sie später in ihrem Essai pour servir à l’histoire de la putréfaction veröffentlichte.

### John Pringle
Macquer regte auch an, dass sich Thiroux d’Arconville mit den Studien von John Pringle auseinandersetzte. Pringles Forschungen zu Substanzen, die septisch oder antiseptisch wirkten, waren bereits von der Royal Society veröffentlicht worden. Zwischen 1750 und 1752 hielt Pringle sieben Vorträge vor der Royal Society, in denen er eine Liste von septischen Substanzen vorlegte, die die Zersetzung begünstigten, und antiseptischen Substanzen, die die Zersetzung bekämpften. Thiroux d’Arconvilles Kommentare zu Pringles Experimenten sind tiefgründig und zeigen ihre fundierten Kenntnisse zu Chemikalien. Beim Studium der Substanzen erkannte sie die Wirkung von Cinchona. Sie traf Pringle nie, doch in ihren Schriften drückte sie den starken Einfluss aus, den seine Forschungen auf die ihren hatten. Sie lobte seine Arbeit und sein profundes Wissen und zeigte Punkte auf, bei denen Pringle sich ihrer Meinung nach geirrt hatte.

### Alexander Monro

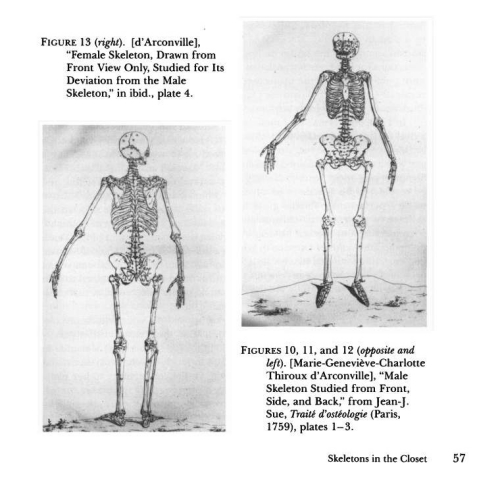
Skizzen in der Abhandlung über Osteologie

Ebenfalls 1759 übersetzte Thiroux d’Arconville die Abhandlung über Osteologie von Alexander Monro. Um ihr Vorwort zu dieser Abhandlung zu schreiben, bat Thiroux d’Arconville den bekannten Anatomen Jean-Joseph Sue (1710–1792), Professor für Anatomie am Collège Royal de Chirurgie und leitender Chirurg am Hôpital de la Charité, um Hilfe. Im Vorwort bekannte sie sich zu den Grenzen ihres Wissens zu diesem Thema und leitete die Leser zu anderen Texten weiter, die detailliertere Informationen lieferten. Den Texten Monros fügte sie Illustrationen hinzu. Diese fehlten im Original, da Monro davon ausging, dass Abbildungen ungenau und unnötig seien. Thiroux d’Arconville dagegen vertrat die Meinung, dass Illustration beim Lernen helfen könnten. Die Skizzen entstanden vermutlich unter der Leitung von Jean-Joseph Sue. Eine dieser Illustrationen war die Gegenüberstellung eines männlichen und eines weiblichen Skeletts. Beim weiblichen Skelett ist das Becken weiter, jedoch der Brustkorb schmaler als beim männlichen Skelett, was auf das langfristige Tragen eines Korsetts schließen lässt. Ein Teil der Abbildung war jedoch ungenau. Das Verhältnis des weiblichen Schädels zum Körper war kleiner als das Verhältnis des männlichen Schädels zum Körper.

## Späteres Wirken
Der Tod des besten Freundes, den Thiroux d’Arconville ihren eigenen Worten zufolge hatte, nämlich von François Thiroux d’Épersenne, einem Bruder ihres Mannes, ließ sie 1767 zunächst unfähig zum Schreiben zurück, sodass sie begann, ihre Texte zu diktieren. Zwischen 1767 und 1783 verfasste sie keine naturwissenschaftlichen Texte mehr, sondern schrieb Romane und historische Biografien, darunter eine über Maria de’ Medici.
Geneviève Thiroux d’Arconville fürchtete die Französische Revolution. Nach dem Tod ihres Mannes im Jahr 1789 lebte sie in Meudon, musste diesen Ort aber im Dezember 1793 verlassen. Sie wurde zunächst unter Hausarrest gestellt, dann ins Gefängnis Saint-Lazare und schließlich ins Gefängnis Picpus verbracht, wo sie gemeinsam mit ihren Verwandten eingesperrt war: unter anderem ihrer Schwester, ihrem Schwager Angran d’Alleray und ihrem ältesten Sohn Louis Thiroux de Crosne. Dieser hatte Frankreich 1789 verlassen und war nach England ins Exil gegangen, 1793 aber nach Paris zurückgekehrt. Beide Männer wurden im April 1794 durch die Guillotine hingerichtet. Erst ein halbes Jahr nach dem Tod ihres Sohnes kam Geneviève Thiroux d’Arconville aus dem Gefängnis frei, ebenso wie ihre Schwester. Ab 1800, also mit 80 Jahren, begann sie ihre Gedanken, Reflexionen und Anekdoten zu diktieren, da ihre schlechter gewordene Sehkraft ein eigenhändiges Schreiben unmöglich machte. Bis zu ihrem Tod 1805 füllten sie zwölf Manuskriptbände, die jedoch nicht mehr publiziert wurden.

## Werke
Thiroux d’Arconville veröffentlichte etwa 30 Werke, darunter sowohl annotierte Übersetzungen als auch Originalarbeiten, sämtlich anonym. Freilich handelte es sich um eine „relative Anonymität“, denn es gibt Nachweise, dass ihre Autorschaft zumindest in manchen literarischen und wissenschaftlichen Kreisen bekannt war. Bereits 1770 schrieb der Arzt, Anatom und Medizinhistoriker Antoine Portal in seiner Geschichte der Anatomie und Chirurgie, dass Monros Anatomy of the Human Bones von „Madame la Présidente d’Arconville“ ins Französische übersetzt und auf ihre Kosten herausgegeben worden war. 1787 erhielt sie einen namentlichen Eintrag mit Bibliografie im Dictionnaire portatif des femmes célèbres.
Als Frau wurde sie durch gesellschaftliche Normen eingeschränkt, so dass eine Veröffentlichung unter ihrem Namen nicht möglich war. Diese Einschränkungen kritisierte sie scharf. In einem Kapitel Über die Frauen (Sur les femmes) ihrer Gedanken und moralischen Reflexionen über verschiedene Themen (Pensées et réflexions morales sur divers sujets) stellte sie fest:

« Dans un état privé les femmes ne jouent point de rôle impunément. Sont-elles galantes? On les méprise. Sont-elles intrigantes? On les redoute. Affichent-elles la science ou le bel esprit? Si leur ouvrages sont mauvais, on les siffle; s’ils sont bons, on les leur ôte, et il ne leur reste que le ridicule de s’en être dit les auteurs. »

„Im Privatleben [im Sinne von: außerhalb gesellschaftlicher Normen] spielen Frauen nicht ungestraft eine Rolle. Sind sie galant? Sie werden verachtet. Sind sie intrigant? Sie werden gefürchtet. Sollten sie Wissen oder Witz zeigen? Wenn ihre Werke schlecht sind, werden sie ausgepfiffen; sind sie hingegen gut, werden sie ihnen gestohlen und sie werden lächerlich gemacht, wenn sie die Arbeit als ihre eigene beanspruchen.“

Oft wurden ihre Werke prominenten Männern zugeschrieben. So erschien ein Nachdruck ihrer Werke über die Freundschaft und die Leidenschaften sowie eine deutsche Übersetzung 1770 in Frankfurt unter dem Namen von Denis Diderot. Das von ihr übersetzte Werk über die Osteologie wurde in Gänze Jean-Joseph Sue zugeschrieben, obwohl dieser wohl nur für die Ergänzungen und möglicherweise einen Teil der Illustrationen verantwortlich war.
Die folgenden Listen orientieren sich an einer Zusammenstellung von Patrice Bret mit Unterstützung von Emilie Joly. Es wurden nur diejenigen Werke aufgenommen, bei denen die Autorschaft bzw. Übersetzung durch d’Arconville gesichert ist oder in der Literatur einhellig angenommen wird. Die Anonymität der Autorin hat nämlich nicht nur zu falschen Zuschreibungen ihrer Werke an andere geführt, sondern auch zu zweifelhaften oder falschen Zuschreibungen an d’Arconville selbst.

### Eigene Schriften
- Pensées et réflexions morales sur divers sujets (deutsch: Gedanken und moralische Reflexionen über verschiedene Themen). Avignon 1760. Online zugänglich über das Münchener Digitalisierungszentrum.
  - Zweite, durchgesehene und erweiterte Auflage mit der Autorangabe „par l’auteur du traité ‚de l’Amitié‘ et de celui ‚des Passions‘“ (vom Autor der Traktate „Über die Freundschaft“ und „Über die Leidenschaften“). La Haye und Paris 1766.
- De l’Amitié (deutsch: Über die Freundschaft). Amsterdam und Paris 1761. Online zugänglich über Google Books.
  - Zweite, durchgesehene Auflage. Amsterdam und Paris 1764, nachgedruckt 1775.
- L’amour éprouvé par la mort, ou Lettres modernes de deux amans de vieille roche. Amsterdam und Paris 1763. Online zugänglich über Gallica.
- Des passions (deutsch: Über die Leidenschaften) mit der Autorangabe „par l’auteur du traité de l’Amitié“ (vom Autor des Traktats über die Freundschaft). London 1764, nachgedruckt 1775. Online zugänglich über das Münchener Digitalisierungszentrum.
- Essai pour servir à l’histoire de la putréfaction (deutsch etwa: Beitrag zur Geschichte der Fäulnis) mit der Autorangabe „par le traducteur des ‚Leçons de chymie‘ de M. Shaw“ (vom Übersetzer der „Lektionen der Chemie“ von M. Shaw). Paris 1766. Online zugänglich über Google Books.
- Mémoires de Mademoiselle de Valcourt. Amsterdam und Paris 1767. Online zugänglich über Google Books.
- Vie du Cardinal d’Ossat, avec le discours de ce prélat sur la Ligue. Paris 1771.
- Vie de Marie de Médicis, princesse de Toscane, reine de France et de Navarre. Paris 1774. Online zugänglich über das Münchener Digitalisierungszentrum: Band I, Band II, Band III
- Histoire de François II, roi de France; suivie d’un discours traduit de l’italien, de Michel Suriano, ambassadeur de Venise en France, sur l’état de ce royaume, à l’avènement de Charles IX au trône. Paris 1783. Online zugänglich über das Münchener Digitalisierungszentrum: Band I, Band II

### Übersetzungen
- Avis d’un père à sa fille. London 1756. Online zugänglich über Google Books. Übersetzung von George Savile, 1. Marquess of Halifax: The lady’s new-years gift, or Advice to a daughter. London 1688.
- Leçons de chymie, propres à perfectionner la physique, le commerce et les arts. Paris 1759. Online zugänglich über Google Books. Übersetzung von Peter Shaw: Chemical Lectures read in London in 1731 and 1732, and at Scarborough in 1733, for the Improvement of Arts, Trades, and Natural Philosophy. London 1734. Mit einem 94-seitigen Discours préliminaire du traducteur (Vorrede des Übersetzers).
- Traité d’ostéologie. Paris 1759. Online zugänglich über babordnum.fr: Band I, Band II. Übersetzung von Alexander Monro I.: The Anatomy of the Human Bones. Edinburgh 1726 und öfter. Auf dem Titelblatt ist Jean-Joseph Sue als Urheber der französischen Ausgabe angegeben.
- Romans traduits de l’anglois. Amsterdam 1761. Online zugänglich über Gallica. Übersetzung von Auszügen aus George Lyttelton, 1. Baron Lyttelton: Letters from a Persian in England to his friend in Ispahan, 1735, und Aphra Behn: Agnes de Castro, 1688.
- Mélanges de poésie angloise. Paris 1764. Übersetzung von John Sheffield: Essay on Poetry, Alexander Pope: The Temple of Fame und Matthew Prior: Henry and Emma.
- Histoire d’Amyntor et de Thérèse. Amsterdam 1770. Online zugänglich über Google Books. Übersetzung von Anon.: The History of Amintor and Theresa. London 1769.
- Méditations sur les tombeaux. Paris 1770. Online zugänglich über Google Books. Übersetzung von James Hervey: Meditations among the tombs. London 1764.
- Les Samiens, conte traduit de l’anglais. Le Phénix, apologue arabe. Calliste et Philetor, fragment d’und nouvelle greqe. Traduits l’un et l’autre de l’italien. Paris 1781. Übersetzung aus dem Englischen von Anon.: The Samians, a tale, London 1771, aus dem Italienischen von Melchiore Cesarotti: La Fenice, o la vita mistica, apologo arabico, Padua 1779, sowie demselben: Calista e Filetore, ossia l’amor chimico, fragmente de una novela greca tradotta de l’Abbate Cesarotti.
- Histoire de Saint Kilda. Paris 1782. Übersetzung von Kenneth Macaulay: The History of Saint Kilda. London 1764.

### Sammlungen
- Mélanges de littérature, de morale et de physique. 7 Bände. Paris 1775–1776. Enthält zahlreiche frühere Werke der Autorin, gemäß dem Vorwort des Herausgebers durchgesehen, korrigiert und beträchtlich erweitert, sowie neue Originalwerke und Übersetzungen von d’Arconville, im letzten Band aber auch einige Texte des Herausgebers Rossel. Online verfügbar: Band I, Band II, Band III, Band IV, Band V, Band VI, Band VII

### Nachgelassenes
- Pensées, réflexions et anecdotes de Mme d’Arconville. Um 1800 bis 1805. Zwölf Bände mit nachgelassenen unpublizierten Manuskripten, heute in Ottawa. Zwei Texte daraus sind mittlerweile in kritischer Edition erschienen, beide in einem von Marc André Bernier und Marie-Laure Girou Swiderski 2016 herausgegebenen Band Madame d’Arconville, moraliste et chimiste au siècle des Lumières:
  - Histoire de mon enfance.
  - Sur moi.

## Rezeption
Geneviève Thiroux d’Arconvilles Werke waren in der wissenschaftlichen und literarischen Welt ihrer Zeit bekannt und wurden häufig besprochen oder anderweitig rezipiert.
Zur Rezeption des experimentellen Werks über die Fäulnis zu d’Arconvilles Lebzeiten nennen Patrice Bret und Andrew Sparling einige Beispiele. So wurde die Untersuchung gleich nach ihrem Erscheinen im Mai 1766 in einem umfangreichen Essay im Journal Œconomique rezensiert. Der irische Arzt und Naturwissenschaftler David Macbride fügte im Folgejahr in die zweite Auflage seiner Experimental Essays on Medical and Philosophical Subjects (1767) eine Fußnote ein, in der er die mit „erstaunlicher Geduld und Akkuratesse“ in Frankreich durchgeführten Experimente würdigte und insbesondere die Untersuchung der zersetzungshemmenden Wirkung essbarer Pflanzen hervorhob, wie Meerrettich, Senf, Knoblauch usw. Macbride nannte keinen Namen und wies darauf hin, dass eine Autorenangabe fehlte. Auch im deutschen Sprachraum wurde das Werk beispielsweise in Johann Christian Polycarp Erxlebens vielbenutztem Lehrbuch Anfangsgründe der Naturlehre ab der 2. Auflage 1777 als einschlägig für das Thema Fäulnis („putredo“) angeführt, neben einem Werk von John Pringle. Dies blieb auch in den von Georg Christoph Lichtenberg herausgegebenen Folgeauflagen des Handbuchs so. Anders als die Vorgenannten kannte und nannte der amerikanische Mediziner Benjamin Rush 1786 den Namen und das Geschlecht der Forscherin. In einer Schrift über die Anwendung eines amerikanischen Mineralwassers stützte er sich auf die Arbeit der „geistreichen weiblichen Verfasserin der ‚Geschichte der Fäulnis‘“, die durch Experimente bewiesen habe, dass eisenhaltiges Wasser die Zersetzung und Fäulnis von Lebensmitteln beschleunige, und fügte ein Zitat aus „Madame Darconville’s history of putrefaction“ bei. Fourcroy bezeichnete die Fäulnis animalischer Substanzen in der 2. Auflage seiner Éléments d’histoire naturelle et de chimie 1786 als eines der bedeutsamsten Forschungsthemen und zählte die wichtigsten Forscher auf diesem Gebiet auf, die „mit Sorgfalt die Fakten der durch Zersetzung hervorgerufenen Veränderungen beobachtet und beschrieben“ hätten, darunter Johann Joachim Becher, Stephen Hales, Georg Ernst Stahl, John Pringle, David Macbride, Jean Baptiste Gaber, Antoine Baumé und „den schätzbaren Autor der Versuche über die Fäulnis“; in der 5. Auflage von 1793 nannte er den „schätzbaren Autor“ auch beim Namen: „madame Darconville“.
Aber auch ihre philosophischen, literarischen und historischen Werke fanden in den zeitgenössischen Journalen ein Echo. Die dreibändige Geschichte der Maria de’ Medici (1774) wurde bereits sechs Jahre nach Erscheinen ins Deutsche übersetzt; der Übersetzer Johann Andreas Engelbrecht würdigte in seiner Vorrede, „mit welcher Sorgfalt er [d’Arconville] arbeitete, – welches schon ohnehin aus der Menge der von ihm gebrauchten Quellen sich zeigt, –“. So werde jeder befähigt, „seine Urteile … selber zu prüfen, und diesen wichtigen Zeitpunct der Geschichte immer genauer und richtiger einzusehen“.
Judy Chicago widmete Marie-Geneviève-Charlotte Thiroux d’Arconville eine Inschrift auf den dreieckigen Bodenfliesen des Heritage Floor ihrer von 1974 bis 1979 entstandenen Installation The Dinner Party. Die mit dem Namen Genevieve d’Arconville beschrifteten Porzellanfliesen sind dem Platz mit dem Gedeck für Caroline Herschel zugeordnet.